# Nazionale femminile di pallavolo della Croazia
La nazionale femminile di pallavolo della Croazia è una squadra europea composta dalle migliori giocatrici di pallavolo della Croazia ed è posta sotto l'egida della Federazione pallavolistica della Croazia.

## Rosa
Segue la rosa delle giocatrici convocate per l'European Golden League 2024.
| N° | Nome              | Ruolo | Data di nascita   | Squadra          |
| -- | ----------------- | ----- | ----------------- | ---------------- |
| 1  | Karla Antunović   | P     | 27 marzo 2002     | HAOK Mladost     |
| 2  | Mika Grbavica     | S     | 8 dicembre 2001   | Dresdner         |
| 3  | Ema Strunjak      | C     | 24 settembre 1999 | Karayolları      |
| 4  | Božana Butigan    | C     | 19 agosto 2000    | Bergamo 1991     |
| 5  | Andrea Mihaljević | O     | 21 febbraio 2003  | HAOK Mladost     |
| 6  | Lea Deak          | P     | 27 aprile 2000    | PAOK             |
| 7  | Mirta Freund      | C     | 4 luglio 2002     | HAOK Mladost     |
| 8  | Matea Smoljan     | L     | 19 settembre 2004 | HAOK Mladost     |
| 10 | Dijana Karatović  | S     | 23 luglio 2003    | Kaštela          |
| 11 | Nina Strize       | O     | 14 novembre 2003  | Kaštela          |
| 12 | Josipa Marković   | S     | 25 gennaio 2001   | MÁV Előre        |
| 14 | Martina Šamadan   | C     | 11 settembre 1993 | Panathīnaïkos    |
| 19 | Izabela Štimac    | L     | 12 novembre 2000  | Volero Le Cannet |
| 20 | Leonarda Grabić   | S     | 7 luglio 2003     | HAOK Mladost     |

## Risultati

### Competizioni FIVB
| 1964 | non esistente   | -            |
| 1968 | non esistente   | -            |
| 1972 | non esistente   | -            |
| 1976 | non esistente   | -            |
| 1980 | non esistente   | -            |
| 1984 | non esistente   | -            |
| 1988 | non esistente   | -            |
| 1992 | non qualificata | -            |
| 1996 | non qualificata | -            |
| 2000 | 7º posto        | Convocazioni |
| 2004 | non qualificata | -            |
| 2008 | non qualificata | -            |
| 2012 | non qualificata | -            |
| 2016 | non qualificata | -            |
| 2020 | non qualificata | -            |
| 2024 | non qualificata | -            |

| 1952 | non esistente   | -            |
| 1956 | non esistente   | -            |
| 1960 | non esistente   | -            |
| 1962 | non esistente   | -            |
| 1967 | non esistente   | -            |
| 1970 | non esistente   | -            |
| 1974 | non esistente   | -            |
| 1978 | non esistente   | -            |
| 1982 | non esistente   | -            |
| 1986 | non esistente   | -            |
| 1990 | non esistente   | -            |
| 1994 | non qualificata | -            |
| 1998 | 6º posto        | Convocazioni |
| 2002 | non qualificata | -            |
| 2006 | non qualificata | -            |
| 2010 | 17º posto       | Convocazioni |
| 2014 | 13º posto       | Convocazioni |
| 2018 | non qualificata | -            |
| 2022 | 21º posto       | Convocazioni |

| 2018 | non qualificata | -            |
| 2019 | non qualificata | -            |
| 2021 | non qualificata | -            |
| 2022 | non qualificata | -            |
| 2023 | 15º posto       | Convocazioni |
| 2024 | non qualificata | -            |

| 1973 | non esistente   | -            |
| 1977 | non esistente   | -            |
| 1981 | non esistente   | -            |
| 1985 | non esistente   | -            |
| 1989 | non esistente   | -            |
| 1991 | non qualificata | -            |
| 1995 | 4º posto        | Convocazioni |
| 1999 | 8º posto        | Convocazioni |
| 2003 | non qualificata | -            |
| 2007 | non qualificata | -            |
| 2011 | non qualificata | -            |
| 2015 | non qualificata | -            |
| 2019 | non qualificata | -            |
| 2023 | non qualificata | -            |

### Competizioni CEV
| 1949 | non esistente   | -            |
| 1950 | non esistente   | -            |
| 1951 | non esistente   | -            |
| 1955 | non esistente   | -            |
| 1958 | non esistente   | -            |
| 1963 | non esistente   | -            |
| 1967 | non esistente   | -            |
| 1971 | non esistente   | -            |
| 1975 | non esistente   | -            |
| 1977 | non esistente   | -            |
| 1979 | non esistente   | -            |
| 1981 | non esistente   | -            |
| 1983 | non esistente   | -            |
| 1985 | non esistente   | -            |
| 1987 | non esistente   | -            |
| 1989 | non esistente   | -            |
| 1991 | non qualificata | -            |
| 1993 | 6º posto        | Convocazioni |
| 1995 | 2º posto        | Convocazioni |
| 1997 | 2º posto        | Convocazioni |
| 1999 | 2º posto        | Convocazioni |
| 2001 | 9º posto        | Convocazioni |
| 2003 | non qualificata | -            |
| 2005 | 8º posto        | Convocazioni |
| 2007 | 14º posto       | Convocazioni |
| 2009 | 16º posto       | Convocazioni |
| 2011 | 13º posto       | Convocazioni |
| 2013 | 5º posto        | Convocazioni |
| 2015 | 10º posto       | Convocazioni |
| 2017 | 11º posto       | Convocazioni |
| 2019 | 11º posto       | Convocazioni |
| 2021 | 10º posto       | Convocazioni |
| 2023 | 22º posto       | Convocazioni |

| 2009 | non qualificata | -            |
| 2010 | non qualificata | -            |
| 2011 | 11º posto       | Convocazioni |
| 2012 | non qualificata | -            |
| 2013 | non qualificata | -            |
| 2014 | non qualificata | -            |
| 2015 | non qualificata | -            |
| 2016 | non qualificata | -            |
| 2017 | non qualificata | -            |
| 2018 | 7º posto        | Convocazioni |
| 2019 | 2º posto        | Convocazioni |
| 2021 | 2º posto        | Convocazioni |
| 2022 | 3º posto        | Convocazioni |
| 2023 | non qualificata | -            |
| 2024 | 9º posto        | Convocazioni |
| 2025 | 8º posto        | Convocazioni |

### Competizioni zonali
| 1975 | non esistente   | -            |
| 1979 | non esistente   | -            |
| 1983 | non esistente   | -            |
| 1987 | non esistente   | -            |
| 1991 | non qualificata | -            |
| 1993 | 1º posto        | Convocazioni |
| 1997 | non qualificata | -            |
| 2001 | 7º posto        | Convocazioni |
| 2005 | 4º posto        | Convocazioni |
| 2009 | 3º posto        | Convocazioni |
| 2013 | 3º posto        | Convocazioni |
| 2018 | 1º posto        | Convocazioni |
| 2022 | 7º posto        | Convocazioni |

| 2015 | 11º posto | Convocazioni |

### Competizioni estinte
| 1993 | non qualificata | -            |
| 1994 | non qualificata | -            |
| 1995 | non qualificata | -            |
| 1996 | non qualificata | -            |
| 1997 | non qualificata | -            |
| 1998 | non qualificata | -            |
| 1999 | non qualificata | -            |
| 2000 | non qualificata | -            |
| 2001 | non qualificata | -            |
| 2002 | non qualificata | -            |
| 2003 | non qualificata | -            |
| 2004 | non qualificata | -            |
| 2005 | non qualificata | -            |
| 2006 | non qualificata | -            |
| 2007 | non qualificata | -            |
| 2008 | non qualificata | -            |
| 2009 | non qualificata | -            |
| 2010 | non qualificata | -            |
| 2011 | non qualificata | -            |
| 2012 | non qualificata | -            |
| 2013 | non qualificata | -            |
| 2014 | 23º posto       | Convocazioni |
| 2015 | 20º posto       | Convocazioni |
| 2016 | 21º posto       | Convocazioni |
| 2017 | 23º posto       | Convocazioni |

| 2018 | non qualificata | -            |
| 2019 | 4º posto        | Convocazioni |
| 2022 | 1º posto        | Convocazioni |
| 2023 | 7º posto        | Convocazioni |
| 2024 | non qualificata | -            |

| 1988 | non esistente   | -            |
| 1989 | non esistente   | -            |
| 1990 | non esistente   | -            |
| 1991 | non qualificata | -            |
| 1992 | non qualificata | -            |
| 1993 | non qualificata | -            |
| 1994 | non qualificata | -            |
| 1995 | non qualificata | -            |
| 1996 | non qualificata | -            |
| 1998 | non qualificata | -            |
| 1999 | non qualificata | -            |
| 2000 | 3º posto        | Convocazioni |
| 2001 | 7º posto        | Convocazioni |
| 2002 | non qualificata | -            |
| 2003 | non qualificata | -            |
| 2004 | non qualificata | -            |
| 2005 | non qualificata | -            |
| 2006 | non qualificata | -            |
| 2007 | non qualificata | -            |
| 2008 | non qualificata | -            |
| 2009 | non qualificata | -            |
| 2010 | non qualificata | -            |
| 2011 | non qualificata | -            |
| 2013 | non qualificata | -            |
| 2014 | non qualificata | -            |
| 2015 | non qualificata | -            |
| 2016 | non qualificata | -            |
| 2017 | non qualificata | -            |
| 2018 | non qualificata | -            |
| 2019 | non qualificata | -            |